# Galina Urbanowicz
Galina Napoleonowna Urbanowicz (Галина Наполеоновна Урбанович, ur. 5 października 1917 w Baku, zm. 8 maja 2011 w Moskwie) – radziecka gimnastyczka. Dwukrotna medalistka olimpijska z Helsinek.

## Kariera
Urodziła się w Azerbejdżanie w litewskiej rodzinie. Była najlepszą radziecką gimnastyczką w latach 40., wielokrotnie zostawała mistrzynią ZSRR, m.in. siedmiokrotnie była najlepsza w indywidualnym wieloboju (1943–1948, 1950). Zawody w 1952 były jej jedynymi igrzyskami olimpijskimi – Związek Radziecki po raz pierwszy brał udział w igrzyskach letnich. Oba medale zdobyła w rywalizacji drużynowej. Wspólnie z koleżankami była najlepsza w drużynowym wieloboju oraz druga w ćwiczeniach z przyborem. Sportową karierę zakończyła w 1953. Pochowana na Cmentarzu Nowodziewiczym w Moskwie.
Została odznaczona Orderem Czerwonego Sztandaru Pracy. Otrzymała tytuł Zasłużonego Mistrza Sportu.